# Вил Ајзнер
Вил Ајзнер (енгл. Will Eisner; Њујорк, 6. март 1917 − Форт Лодердејл, 3. јануар 2005) је један од највећих америчких стрип цртача. Аутор је легендарног стрипа The Spirit, који је почео да излази 1940. Године 1978. направио је револуцију у индустрији стрипа својим графичким романом Уговор с Богом којим је стрип увео у књижевност. Десет година касније (1988) најпрестижнија награда која се у Америци додељује у индустрији стрипа (пандам Оскару у филмској индустрији) названа је, у његову част, Ајзнерова награда (Will Eisner Comic Industry Awards).

## Биографија
Вил Ајзнер рођен је 6. марта 1917. године у Бруклину (Њујорк) као Вилијам Ервин Ајзнер (William Erwin Eisner), син јеврејских имиграната.
Вилов отац Семјуел (Shmuel „Samuel” Eisner) рођен је 1886. године у граду Коломија у Аустроугарској (данас Украјина), као једно од деветоро деце у породици. Желео је да се бави уметношћу, па се као тинејџер бавио осликавањем мурала. Како би избегао мобилизацију пред избијање Првог светског рата емигрирао је у Сједињене Америчке Државе и настанио се у Њујорку. Како је његово знање енглеског језика било оскудно зарађивао је за живот бавећи се послом за који му знање језика није било неопходно, а који је најбоље знао — осликавао је сценографије за водвиљ и јеврејско позориште. Вилова мајка Фани Ингбер (Fannie Ingber) рођена је 1891. године у породици јеврејских имиграната из Румуније, на броду којим су дошли у САД. Осим Вила Самјуел и Фани имали су још двоје деце: сина Џулијана, рођеног 1921. и ћерку Роду, рођену 1929. године. Породица је била сиромашна и често су се селили. Млади Вил Ајзнер често је у школи, због антисемитских напада, долазио у сукоб са вршњацима. Његова породица није била религиозна а он сам, иако поносан на своје порекло, окренуо се против религије када је породици одбијен улаз у синагогу због недостатка новца за пријем.
Вил Ајзнер наследио је очев таленат и интересовање за уметност и отац га је, упркос мајчином противљењу, охрабривао у томе и куповао му уметнички прибор. Мајка је често пребацивала оцу зато што често мења послове и породици не обезбеђује довољан приход за пристојан живот. Финансијска ситуација породице била је нарочито забрињавајућа после краха Њујоршке берзе 1929. године, који је обележио почетак Велике депресије. Ситуација је наредне, 1930. године била толико очајна да је Фани Ајзнер захтевала од тринаестогодишњег сина Вила да нађе начин да допринесе породичном приходу. Своје прво запослење Вил Ајзнер је нашао као колпортер, продајући новине на улици. Овај посао му је, осим финансијске доносио још једну, можда и значајнију сатисфакцију: свакодневно су му били доступни сви стрипови у свим новинама које су тада објављиване у Њујорку, а у то време је неколико великана стрипа објављивало своја најбоља остварења.
Младост проведена у релативном сиромаштву и искуство одрастања у изнајмљеним њујоршким становима постали су инспирација за велики број графичких романа Вила Ајзнера.

## Професионални рад
Вил Ајзнер развио је свој интерес за уметност током школовања у средњој школи у Бронксу, а његови први радови објављени су у школским новинама. Ајзнеров први стрип појавио се 1936. године и представљао је почетак једне јединствене и револуционарне каријере која је трајала скоро седам деценија.
Завршивши студије на Arts Students' League у Њујорку, Ајзнер се запослио као цртач у часопису New York American, истовремено цртајући стрипове и за неколико пулп магазина. У једном од њих, магазину Wow What a Magazine! Вил Ајзнер 1936. године започиње своју уметничку каријеру. Радећи у Wow-у Ајзнер упознаје Џерија Игера (Jerry Iger), такође стрип цртача, са којим ће, после распада Wow-а, основати независну издавачку кућу Студио Ајзнер и Игер (Eisner-Iger Studio) у којој као ауторе ангажују легенде стрипа тог времена Боба Кејна (Bob Kane, касније аутор Бетмена) и Џека Кирбија (Jack Kirby, касније аутор стрипова Капетан Америка, Икс мен и Фантастична четворка). Сам Ајзнер је током овог периода развио велики број ликова, а најпознатији из тог периода је Дух (The Spirit) са којим је дебитовао јуна 1940. године. Дух се разликовао од свих других популарних стрипова који су излазили у то време по одсуству супер хероја и њихових необичних костима направа и био је јунак радничке класе.
Пошто што се 1942. године, током Другог светског рата, пријавио у војску Ајзнер је за потребе америчког војног часописа PS Magazine створио лик Џоа Допа (Joe Dope), главног јунака у серији едукативних стрипова који су се односили на живот војника и сликовито приказивали различите теме, од одржавања опреме до породичних питања. После рата Еиснер се вратио Духу, али се са много већом енергијом посветио раду на образовним стриповима. Рад на Духу завршио је 1952. године да би основао компанију American Visual Corp која је у наредних 25 година издавала визуелно привлачне и високо ефикасне образовне стрипове за школе, владу и оружане снаге.
- Галерија радова Вила Ајзнера
- Шина, краљица џунгле (Sheena, Queen of the Jungle), 1952-53
- Вандерворлд (Wonderworld Comics), 1939
- Једна табла Вандерворлда
- Joe's Dope Sheet

### Секвенцијална уметност и графички роман
Године 1978. Ајзнер се враћа у свет стрипова својим делом Уговором с Богом (A Contract with God), збирком прича која је приближила стрип „правој” књижевности и редефинисала овај медиј као вид секвенцијалне уметности. Ово Ајзнерово дело сматра се једним од првих и најважнијих примера графичких романа. Уговором с Богом био је прекретница како за Ајзнера, тако и за уметност стрипа уопште, а за друге ауторе стрипа представљао је почетак нове ере у којој су слободније могли да почну да се баве озбиљним темама, ослобођени уверења да стрип првенствено мора да буде духовит или забаван, а у сваком случају једноставан.
Након првог уследила је серија графичких романа са широким спектром тема које обрађују - од готово аутобиографске приче (The Dreamer и To the Heart of the Storm), преко оштре критике савременог начина живота (The Building и Invisible People) до научне фантастике (Life on Another Planet). Овим својим радовима Ајзнер је допринео да се сруши детињасто схватање стрипа као „забавне литературе” и уточишта за суперхероје.
Последње две године живота Ајзнер је посветио раду на свом последњем делу Завера: тајна прича о Протоколима сионских мудраца (The Plot: The Secret Story of The Protocols of the Elders of Zion), историјској новели о настанку и последицама које је изазвао антисемитски памфлет Протоколи сионских мудраца о наводној јеврејској и масонској завери. Ово дело објављено је 2005. године, после Ајзнерове смрти.

### Графички романи Вила Ајзнера
- A Contract with God
- A Family Matter
- A Life Force
- The Building
- City People Notebook
- The Contract with God Trilogy: Life on Dropsie Avenue
- The Dreamer
- Dropsie Avenue
- Invisible People
- Life, in Pictures: Autobiographical Stories
- Life on Another Planet
- Minor Miracles
- The Name of the Game
- New York: The Big City
- The Plot: The Secret Story of The Protocols of the Elders of Zion
- To the Heart of the Storm
- Will Eisner Reader
- Will Eisner's New York: Life in the Big City
- Fagin The Jew
- Hawks of the Seas
- Last Day in Vietnam
- The Last Knight
- Moby Dick
- The Princess and the Frog
- Sundiata: A Legend of Africa[10]

## Крај живота
Вил Ајзнер умро је услед компликација после операције на отвореном срцу, 3. јануара 2005. године у Форт Лодердејлу на Флориди.

## Културолошки утицај
Године 1988. најпрестижнија награда која се у Америци додељује у индустрији стрипа (пандам Оскару у филмској индустрији) названа је, у његову част, Ајзнерова награда (Will Eisner Comic Industry Awards).
О животу и раду Вила Ајзнера објављено је неколико биографских публикација.
Према стриповима Вила Ајзнера снимљено је неколико филмова и ТВ серија.

## Дела Вила Ајзнера у Србији
У Србији су до сада, у издању издавачке куће Самиздат Б92, објављена два дела овог уметника:
- Zavera: tajna priča o Protokolima sionskih mudraca и
- Ugovor s Bogom: grafički roman